# 중앙로 (경주시)
중앙로(中央路, Jungang-ro)는 경상북도 경주시 노동동에서 동부동을 거쳐 연결하는 도로이다.

## 노선 경로
| 이름           | 접속 노선 | 비고                                             |
| -------------- | --------- | ------------------------------------------------ |
| (이름 없음)    | 태종로    | 대구 · 영천 방향 보문관광단지 · 감포 · 울산 방향 |
| (이름 없음)    | 원효로    |                                                  |
| (이름 없음)    | 동성로    |                                                  |
| 신한은행네거리 | 화랑로    |                                                  |
| (이름 없음)    | 북성로    |                                                  |

## 주요 건물 및 시설
- 경주경찰서 - 경상북도 경주시 중앙로 63
- 경주상공회의소 - 경상북도 경주시 중앙로 67-2